# Hougham (Kent)
Hougham – wieś w Anglii, w hrabstwie Kent, w dystrykcie Dover. Leży 20 km na południowy wschód od miasta Canterbury i 104 km na południowy wschód od centrum Londynu.